# Ekonomiska och monetära unionen
Den ekonomiska och monetära unionen (EMU) är ett ekonomiskt och monetärt samarbete inom Europeiska unionen. EMU är ett av unionens befogenhetsområden. Politikområdet omfattar ekonomisk och monetär politik, och innefattar samtliga medlemsstater, även de som inte har euron som valuta. Vissa delar av EMU, särskilt den monetära politiken, omfattar dock endast de medlemsstater som har euron som valuta. EMU utgör ingen egen juridisk person, utan är en integrerad del av EU.
Idén om en gemensam valuta har successivt vuxit fram i takt med att det europeiska samarbetet har blivit allt djupare. Genom fördraget om Europeiska unionen blev ett valutasamarbete formellt möjligt att genomföra, och den 1 januari 1999 infördes euron i euroområdet efter en längre tids förberedelser. Medlemsstaterna som använder euron som valuta har överfört sin beslutanderätt över monetära frågor till europeisk nivå, i synnerhet till Europeiska centralbanken (ECB). Förutom det monetära samarbetet, omfattar EMU också ekonomisk och finansiell samordning.
Unionen har exklusiv befogenhet i monetär politik för de medlemsstater som använder euron som valuta. I frågor som rör ekonomisk samordning har unionen samordnande befogenhet. Den exklusiva befogenheten innebär att endast unionen får anta lagstiftningsakter inom området. Den samordnande befogenheten innebär att medlemsstaterna ska samordna sin politik i enlighet med bestämmelserna i fördraget om Europeiska unionens funktionssätt.

## Historia
Utvecklingen av den ekonomiska och monetära unionen genomfördes enligt en plan som presenterades i Delorsrapporten från 1989. Planen bestod av tre etapper. Den tredje etappen brukar ofta användas synonymt med eurosamarbetet och införandet av euron.
| Etapp 1 |

| Påbörjades den 1 juli 1990 |
| - Avskaffande av kapitalrestriktioner och införande av fri rörlighet för kapital - Fördjupat samarbete mellan de nationella centralbankerna - Fri användning av ecun - Ökad ekonomisk konvergens |

| Etapp 2 |

| Påbörjades den 1 januari 1994 |
| - Inrättande av Europeiska monetära institutet - Förbud mot att bevilja centralbankskrediter - Fördjupat monetärt samarbete - Förstärkt ekonomisk konvergens - Inrättande av förfarandet vid alltför stora underskott - Påbörjan av processen att alla centralbanker ska vara oberoende - Förberedelser inför tredje etappen |

| Etapp 3 |

| Påbörjades den 1 januari 1999 |
| - Oåterkallelig låsning av växelkurserna - Införande av euron - Europeiska centralbankssystemet övertar ansvaret för den monetära politiken - Andra etappen av Europeiska växelkursmekanismen påbörjas - Stabilitets- och tillväxtpakten träder i kraft |

### Avregleringen av kapitalrörelser

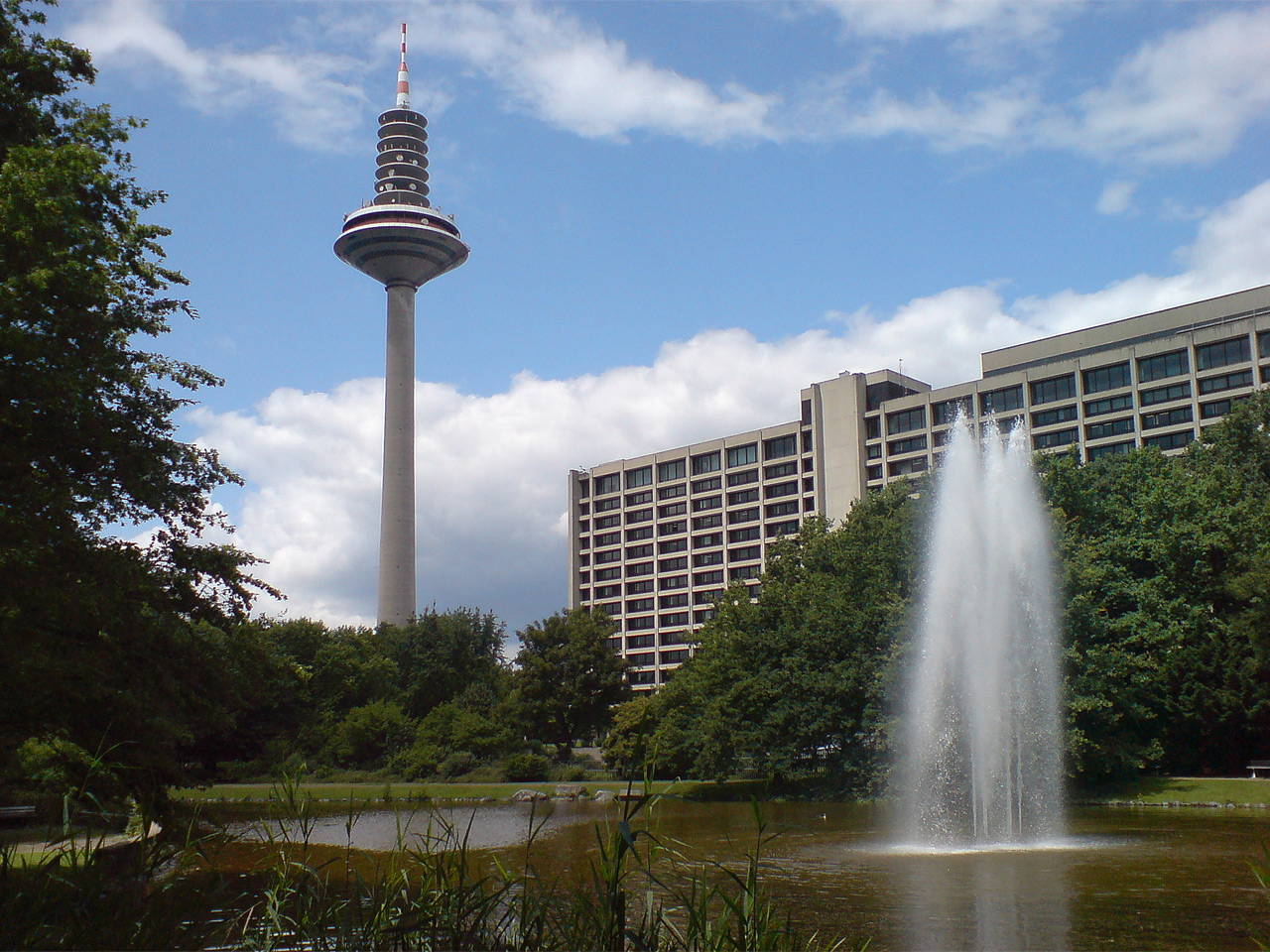
Deutsche Bundesbank är en av de samarbetande centralbankerna.

Det europeiska ekonomiska och monetära samarbetet inleddes den 1 juli 1990 genom att regler som motverkade fria kapitalrörelser togs bort. Det innebar att möjligheten att placera pengar i andra medlemsstater ökade, vilket sågs som en nödvändighet för att kunna upprätta den inre marknaden den 1 januari 1993. Fri rörlighet för kapital, var jämte fri rörlighet för personer, varor och tjänster, en av de fyra friheterna som den inre marknaden byggde på.
Samordningen av den ekonomiska politiken ökade samtidigt mellan medlemsstaterna, bland annat genom tätare diskussioner utifrån så kallade konvergensprogram där medlemsstaterna beskrev sin ekonomiska utveckling. Även de nationella centralbankerna ökade sitt samarbete. Syftet var att få mer stabila ekonomiska och monetära förhållanden i Europa för att kunna bereda vägen för införandet av en gemensam valuta på längre sikt. Dessa förändringar benämns ofta som ”första steget” eller ”första etappen” i den ekonomiska och monetära unionen.

### Europeiska monetära institutet

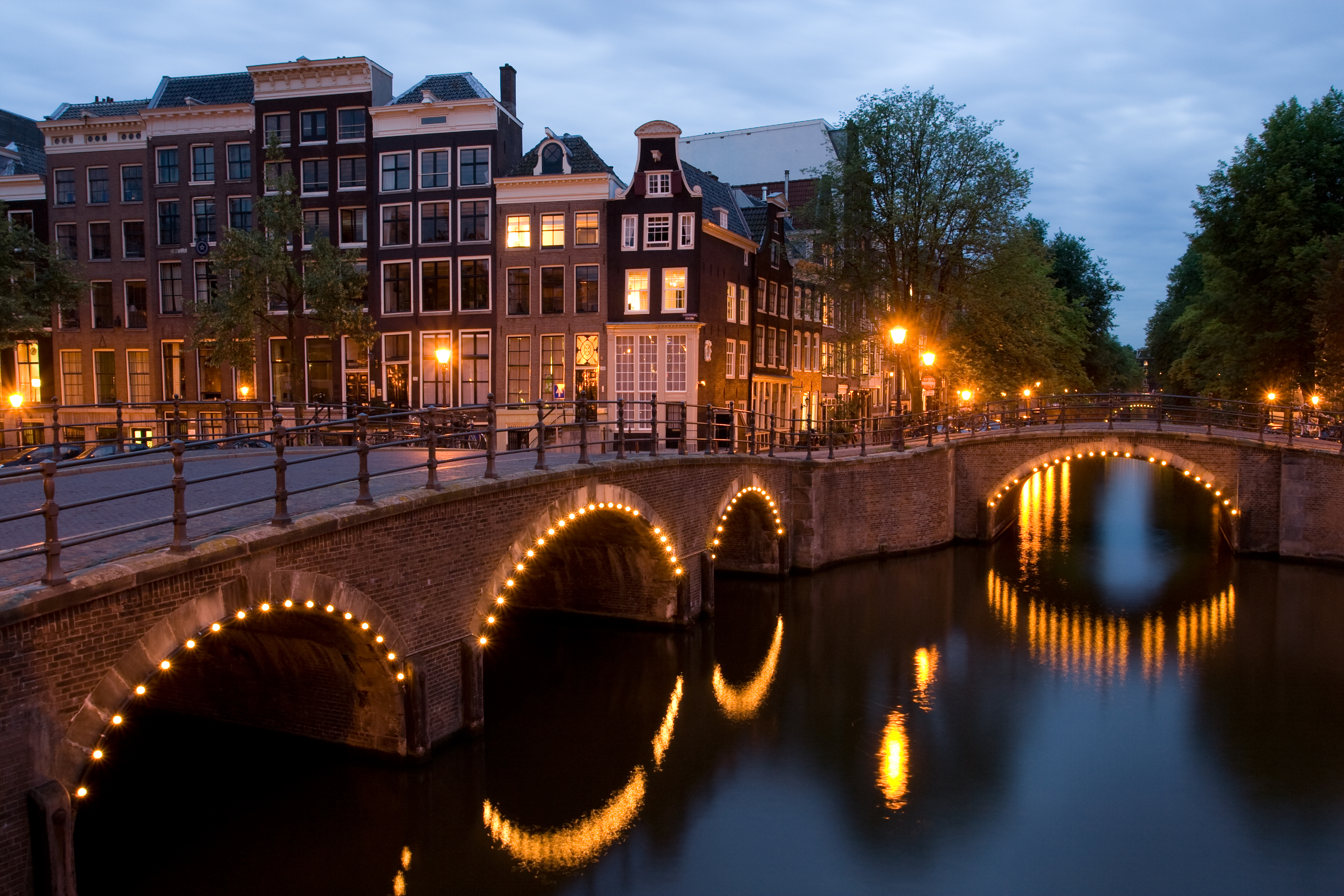
I Amsterdam, Nederländerna, antogs stabilitets- och tillväxtpakten.

Den 1 januari 1994 inrättades Europeiska monetära institutet (EMI), med syfte att tillsammans med unionens nationella centralbanker förbereda den gemensamma penningpolitiken. EMI övervakade även Europeiska växelkursmekanismen (ERM).
Den 1 juni 1998 ersattes EMI av Europeiska centralbanken (ECB), och samarbetet med de nationella centralbankerna fortsatte under Europeiska centralbankssystemet (ECBS). Dessa förändringar benämns ofta som ”andra steget” eller ”andra etappen” i den ekonomiska och monetära unionen.
Samtidigt genomförde medlemsstaterna nödvändiga förändringar av den nationella lagstiftningen, bland annat för att garantera centralbankernas oberoende från politiskt inflytande. Övervakningen av medlemsstaternas ekonomiska politik stärktes också för att säkerställa sunda offentliga finanser.
Vid toppmötet i Amsterdam 1997 antog Europeiska rådet stabilitets- och tillväxtpakten.

### Införandet av euron
Den 1 januari 1999 genomfördes det ”tredje steget” eller ”tredje etappen” då euron infördes som elektronisk valuta i elva medlemsstater: Belgien, Finland, Frankrike, Irland, Italien, Luxemburg, Nederländerna, Portugal, Spanien, Tyskland och Österrike. Danmark och Storbritannien valde att stå utanför valutaunionen, medan Grekland och Sverige inte uppfyllde kraven för att få delta. Samtidigt övertog ECB ansvaret för penningpolitiken.
Under 2000 antog Europeiska rådet Lissabonstrategin för att stärka unionens ekonomiska konkurrenskraft gentemot omvärlden de kommande tio åren. Samma år konstaterade kommissionen att Grekland uppfyllde kraven för att införa euron, vilket verkställdes den 1 januari 2001.
Det var först den 1 januari 2002 som euron på riktigt ersatte de nationella valutorna. Då introducerades euromynten och eurosedlarna, och valutan började användas även utanför finansmarknaden. Från den 1 mars 2002 upphörde de nationella valutorna som giltiga betalmedel i medlemsstaterna.

### Utvidgningen och Europa 2020

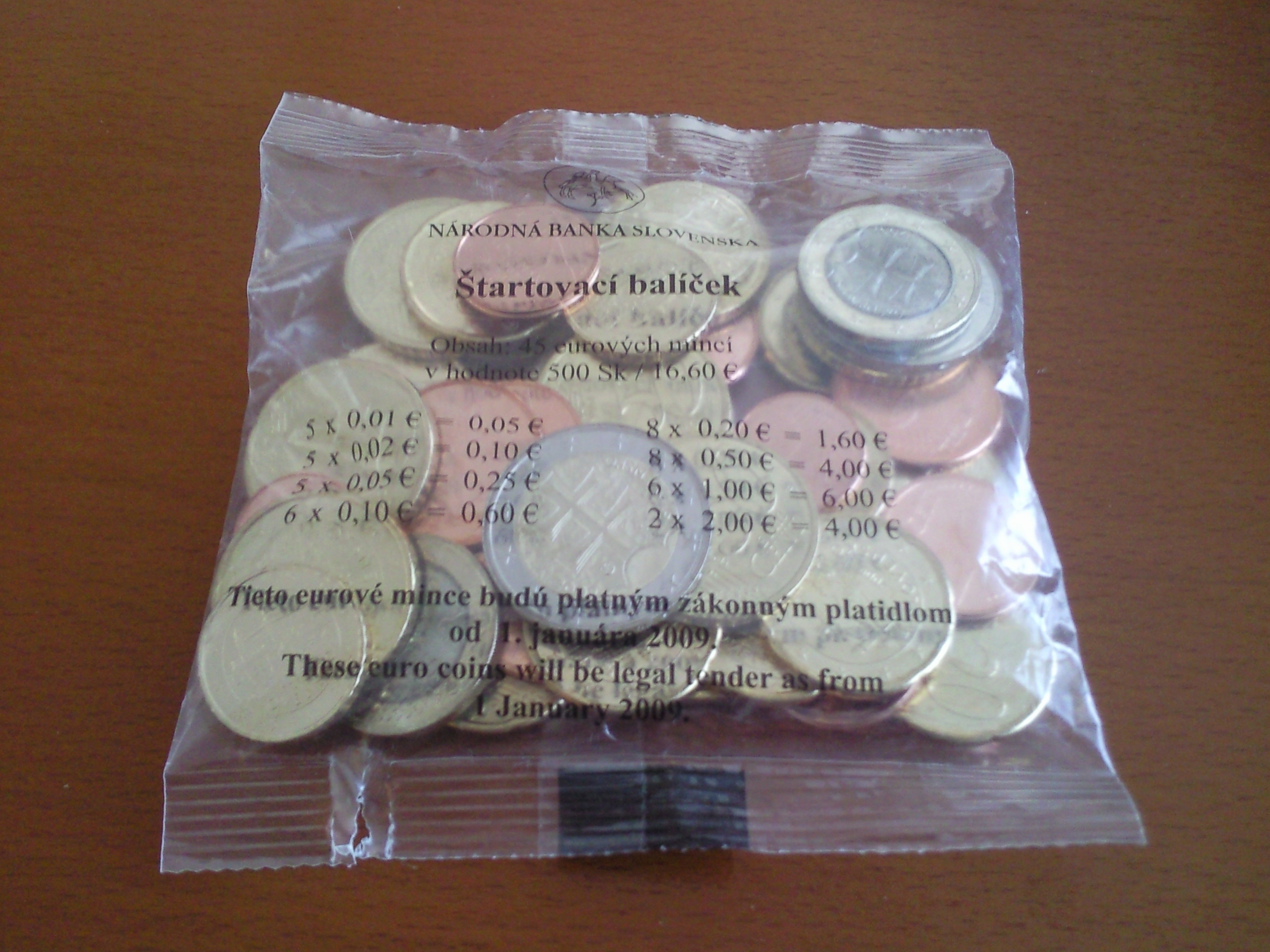
Ett slovakiskt startpaket med olika euromynt i slutet av 2008.

Efter utvidgningen av unionen den 1 maj 2004, den 1 januari 2007 och den 1 juli 2013 har inte de nya medlemsstaterna omedelbart infört euron som valuta, vilket innebär att de inte deltar i den monetära politik som omfattar euroområdet. Medlemsstaterna kommer att införa euron i takt med att de uppfyller de ekonomiska och rättsliga kraven, de så kallade konvergenskriterierna.
Rådet beslutade den 11 juli 2006 att Slovenien skulle införa euron från och med den 1 januari 2007, den 10 juli 2007 att Cypern och Malta skulle införa euron från och med den 1 januari 2008, den 8 juli 2008 att Slovakien skulle införa euron från och med den 1 januari 2009, den 13 juli 2010 att Estland skulle införa euron från och med den 1 januari 2011, och den 9 juli 2013 att Lettland skulle införa euron från och med den 1 januari 2014. Litauen införde euron den 1 januari 2015.
I juni 2010 antog Europeiska rådet en ny tioårsstrategi, Europa 2020, som ersatte Lissabonstrategin. Samtidigt intensifierades diskussionerna kring ett tätare ekonomiskt samarbete till följd av skuldkrisen som utvecklats i flera av unionens medlemsstater.

### Finanskrisens konsekvenser

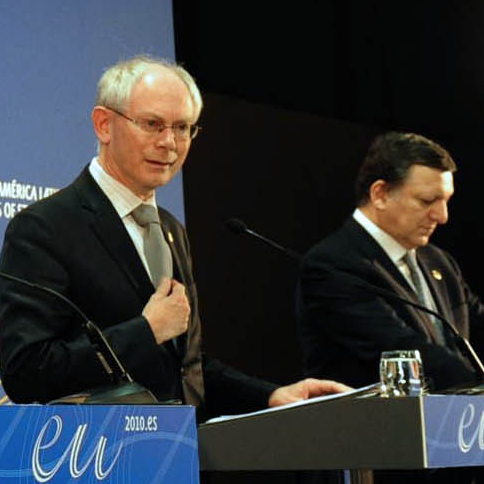
Herman Van Rompuy var Europeiska rådets ordförande 2009–2014.

Som en följd av finanskrisen 2008–2009 försattes flera medlemsstater i EU i en skuldkris. Den 25 mars 2010 godkände euroområdets ledare ett nödlån till Grekland, som befann sig på randen till ekonomisk kollaps. För att garantera finansiell stabilitet beslutade rådet i maj 2010 att inrätta en allmän europeisk finansiell stabiliseringsfacilitet fram till 2013. I slutet av 2010 inrättades ett europeiskt system för finansiell tillsyn.
I finanskrisens spår uppstod också debatt kring hur framtida kriser skulle kunna förhindras eller hanteras, däribland framlades idéer om skapandet av en europeisk valutafond (EMF) enligt modellen för Internationella valutafonden (IMF). Röster höjdes även för ett starkare finansiellt samarbete, utöver den gemensamma monetära politiken. Europeiska rådet gav vid sitt möte i oktober 2010 sin ordförande Herman Van Rompuy i uppdrag att utreda vilka eventuella fördragsändringar som var nödvändiga för att inrätta en permanent stabilitetsmekanism. Den 21 november 2010 godkände euroområdets finansministrar ett nödlån till Irland. I december 2010 föreslog Luxemburgs premiärminister och eurogruppens ordförande Jean-Claude Juncker att en europeisk skuldbyrå och ett system med gemensamma obligationer för euroområdet borde inrättas. Tysklands förbundskansler Angela Merkel motsatte sig detta, vilket kritiserades av ALDE:s gruppledare Guy Verhofstadt. Vid Europeiska rådets sammanträde i mars 2011 antogs den nödvändiga fördragsändringen för att inrätta Europeiska stabilitetsmekanismen. För att träda i kraft krävs att alla medlemsstater ratificerar ändringen. Europeiska rådet antog då även euro plus-pakten, ett komplement till stabilitets- och tillväxtpakten. Den 6 april 2011 stod det klart att även Portugal behövde ett nödlån från EU och IMF, vilket godkändes av Ekofinrådet den 17 maj 2011. Den 9 juni 2012 ansökte Spanien om ett nödlån på upp till 100 miljarder euro för att stabilisera sitt banksystem. Den 25 juni 2012 ansökte även Cypern om ett nödlån. Samtliga av dessa stater utom Grekland har sedan dess avslutat sina nödprogram.

### Utvecklandet av den ekonomiska och monetära unionen
2015 presenterade Europeiska kommissionen de fem ordförandenas rapport, en rapport som hade utarbetats av kommissionsordförande Jean-Claude Juncker tillsammans med Europeiska rådets ordförande Donald Tusk, eurogruppens ordförande Jeroen Dijsselbloem, Europeiska centralbankens ordförande Mario Draghi samt Europaparlamentets talman Martin Schulz. Rapporten efterlyste en vidareutveckling av den ekonomiska och monetära unionen med syfte att stärka eurosamarbetet fram till 2025. Rapporten innehöll förslag om bland annat slutförandet av en ekonomisk union, en finansunion, en budgetunion och en politisk union. 2017 offentliggördes en reflektionsrapport av kommissionen med mer detaljerade förslag på hur den ekonomiska och monetära unionen skulle kunna stärkas. Bland förslagen återfanns inrättandet av en europeisk finansminister, som skulle ersätta kommissionsledamoten med ansvar för eurosamarbetet, men också inneha viktiga roller i Europeiska unionens råd. Eurogruppen föreslogs samtidigt utvecklas till en fullfjädrad organisation, innefattandes ett europeiskt finansdepartement, som är ansvarigt inför Europaparlamentet.

## Befogenheter
Inom det ekonomiska och monetära området ser unionens befogenheter olika ut beroende på vad det är som behandlas. Inom det monetära området har unionen exklusiv befogenhet för de medlemsstater som använder euron som valuta. Det innebär att endast unionen får anta lagstiftningsakter inom det monetära området för euroländerna. Däremot är de medlemsstater som ännu inte infört euron fria att lagstifta själva inom det monetära området.
Inom den ekonomiska politiken är samarbetet främst inriktat på samordning, även om förslag finns på att förstärka även det ekonomiska samarbetet med en så kallad ”ekonomisk regering” för unionen. Samordningen grundar sig på unionens samordnande befogenhet och går främst ut på att medlemsstaterna gemensamt kommer fram till riktlinjer för hur de ska stärka sina ekonomier.
Europeiska rådet utarbetar vart tionde år en strategi för hur unionens ekonomiska konkurrenskraft ska förstärkas, senast Europa 2020 och dessförinnan Lissabonstrategin.

## Underområden

### Ekonomisk politik

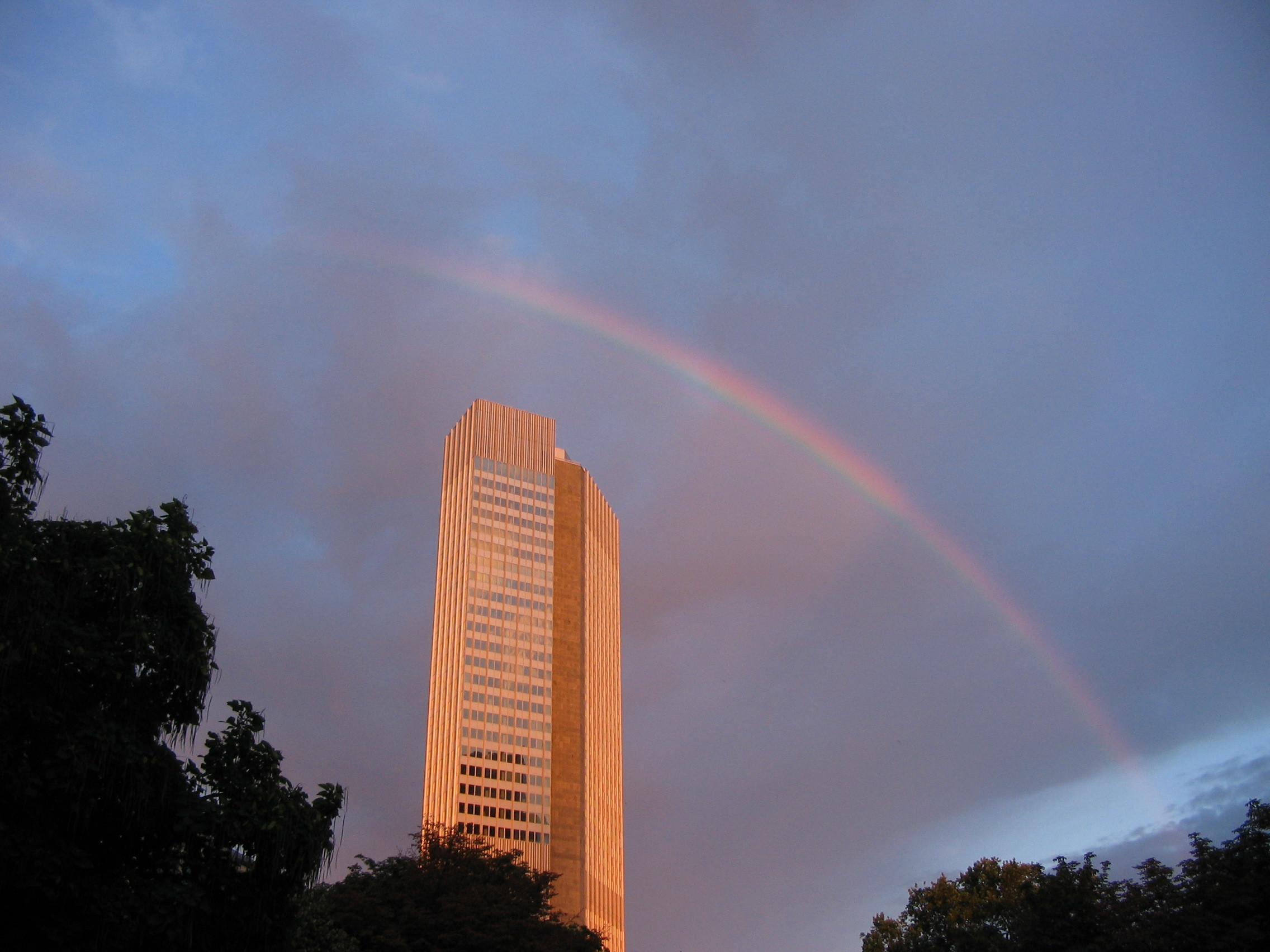
Europeiska centralbankens säte i Frankfurt am Main, Tyskland.

I enlighet med fördraget om Europeiska unionens funktionssätt består den ekonomiska politiken av en samordning mellan medlemsstaterna. Målet är att främja sysselsättning, hållbar tillväxt, näringslivets utveckling och ekonomisk och social jämlikhet. Centralt i den ekonomiska politiken är stabilitets- och tillväxtpakten, som inrättades den 17 juni 1997 genom en resolution av Europeiska rådet. Pakten innebär att medlemsstaternas budgetunderskott ska hållas under 3 % av BNP och att statsskulden ska hållas under 60 % av BNP. Pakten gäller alla unionens medlemsstater, men mer strikt för euroländerna och de stater som är anslutna till Europeiska växelkursmekanismen. Varje år presenterar varje euroland ett stabilitetsprogram, medan övriga medlemsstater presenterar varsitt konvergensprogram. Stabilitets- och konvergensprogrammen beskriver medlemsstatens offentliga finanser. I konvergensprogrammen återfinns även en redogörelse för landets monetära politik och hur den är förenlig med EU:s mål om pris- och växelkursstabilitet. Om en medlemsstats offentliga finanser inte följer målen, kan rådet utfärda en varning med rekommenderade åtgärder. Om problemen kvarstår kan rådet utfärda ytterligare en uppmaning om att medlemsstaten omedelbart ska korrigera problemen. Ifall medlemsstatens problem kvarstår även efter den andra varningen kan rådet inleda ett underskottsförfarande.
Underskottsförfarandet innebär att kommissionen undersöker om det föreligger ett alltför stort budgetunderskott. Slutsatsen av undersökningen lämnas till medlemsstaten och rådet. Om rådet beslutar att medlemsstaten har ett för stort budgetunderskott ska rådet rekommendera det berörda landet hur situationen kan förbättras och inom vilken tid problemen måste vara åtgärdade.
Om medlemsstaten inte löst problemet innan tidsfristen har gått ut och om landet är ett euroland, kan rådet förelägga landet att vidta korrigerande åtgärder. Som en sista möjlighet kan rådet bötfälla ett euroland. När rådet anser att något alltför stort budgetunderskott inte föreligger, upphäver det sina tidigare beslut och avslutar underskottsförfarandet.
Efter finanskrisen 2008–2009 inleddes förfaranden om alltför stora underskott mot nästan alla medlemsstater. Ingen har dock bötfällts, och kritiker menade att pakten hade urvattnats. Därför antog Europeiska rådet en ny pakt för euroområdet, euro plus-pakten, i mars 2011.

### Monetär politik

Medlemsstater med gemensam monetär politik och euro som valuta.

De medlemsstater som använder euron som valuta och därmed är en del av valutaunionen har också överlåtit sin monetära politik till Europeiska centralbanken (ECB) och Europeiska centralbankssystemet (ECBS). Den gemensamma monetära politiken syftar främst till att upprätthålla prisstabilitet i euroområdet.
För att få delta i eurosamarbetet, och därmed den gemensamma monetära politiken, krävs att medlemsstaten uppfyller de så kallade konvergenskriterierna. Kriterierna syftar till att kontrollera om medlemsstatens ekonomi är tillräckligt integrerad med euroområdet för att kunna ingå i valutaområdet. I stora drag är konvergenskriterierna desamma som stabilitets- och tillväxtpaktens kriterier.
Europeiska centralbanken och ECBS är oberoende enheter, som är oavhängiga politiska institutioner eller andra organ. Eurogruppen, som från början var en informell sammanslutning bestående av euroländernas finansministrar, fungerar som en politisk motvikt till centralbankerna.
Genom Lissabonfördraget formaliserades gruppens existens i väntan på att alla medlemsstater ska införa euron. Eurogruppen fungerar som rådet för ekonomiska och finansiella frågor (Ekofin) när politiska beslut ska tas rörande valutaunionen. Gruppen sammanträder normalt sett dagen innan Ekofin sammanträder.

## Institutioner, organ och byråer

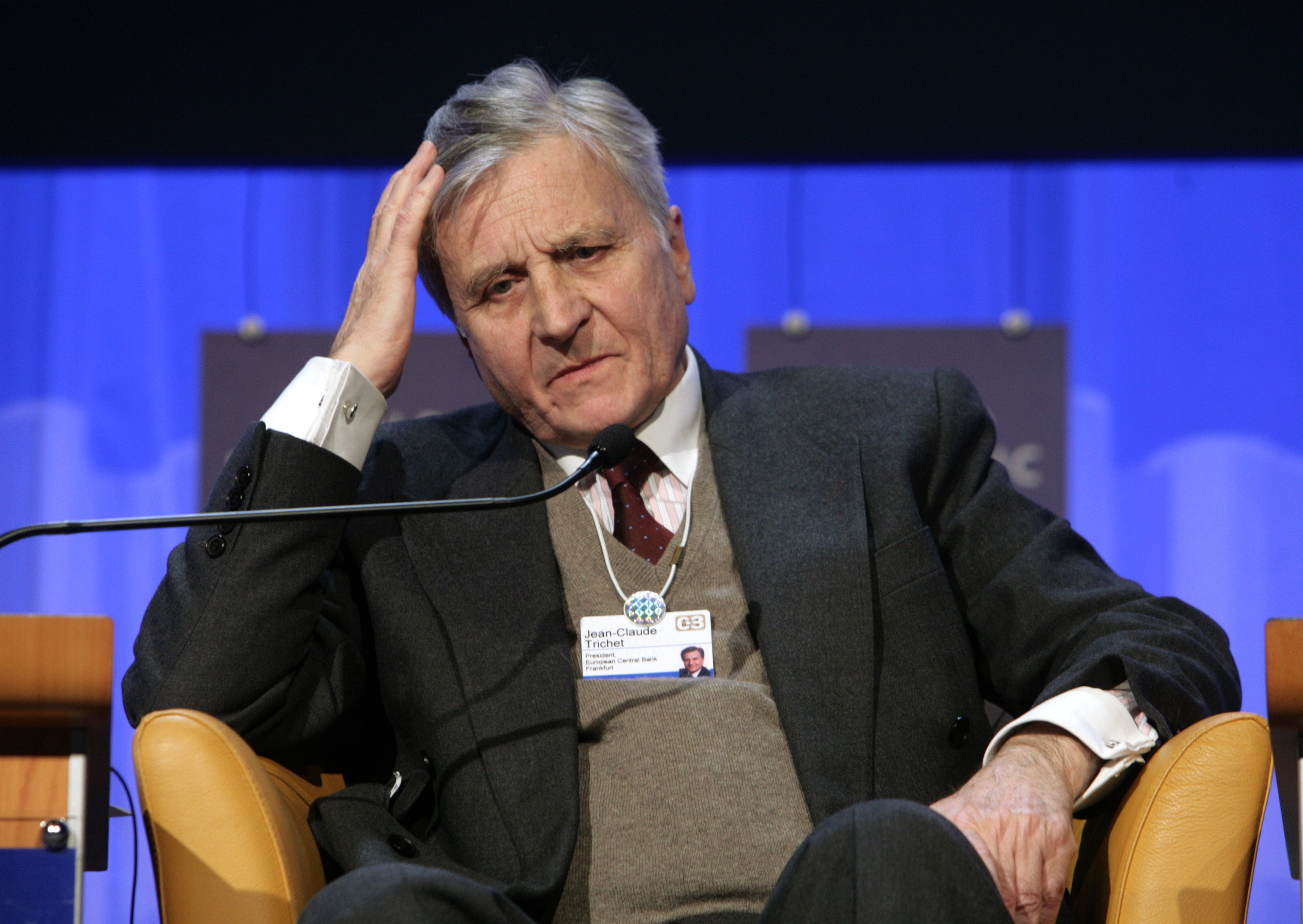
Jean-Claude Trichet var ECB:s centralbankschef från november 2003 fram till november 2011.

Unionens organisation skiljer sig väsentligt mellan den monetära politiken för de medlemsstater som har euron som valuta och övriga unionens ekonomiska politik.
Inom det monetära området spelar Europeiska centralbanken (ECB) tillsammans med de nationella centralbankerna, som gemensamt utgör Europeiska centralbankssystemet, en central roll. ECB och de nationella centralbankerna är helt oavhängiga de politiska institutionerna. Deras främsta uppdrag är att garantera prisstabilitet i euroområdet. Inom euroområdet har unionen exklusiv befogenhet på det monetära området.
Inom den ekonomiska politiken, som är föremål för de politiska institutionerna och där unionen endast har en samordnande befogenhet, ser samarbetet annorlunda ut. Både Europeiska rådet och rådet har en viktig roll i att dra upp de långsiktiga riktlinjerna för den ekonomiska samordningen. Europeiska investeringsbanken (EIB) har till uppgift att bevilja långfristiga lån till den offentliga och privata sektorn för investeringar som ligger i unionens gemensamma intresse.

## Territoriellt tillämpningsområde
|  | Euroområdet och övriga områden som har euron som valuta. |

|  | Medlemsstater inom Europeiska unionen som står utanför eurosamarbetet men som ingår i övriga delar av EMU. |

Enligt Europeiska unionens fördrag deltar alla unionens medlemsstater i den ekonomiska och monetära politiken. Däremot står de medlemsstater som inte använder euron som valuta utanför den gemensamma monetära politiken.
Medlemsstaterna med euro benämns i fördragen med ”medlemsstater som har euron som valuta” medan de andra medlemsstaterna benämns med ”medlemsstater med undantag”. De förstnämnda kallas ofta gemensamt för eurozonen eller euroområdet. I den sistnämnda gruppen av medlemsstater ingår Bulgarien, Danmark, Polen, Rumänien, Sverige, Tjeckien och Ungern.
Danmark åtnjuter till skillnad från övriga av ovannämnda medlemsstater permanenta och fördragsbundna undantag, som garanterar landet att aldrig behöva införa euron som sin valuta om det inte själv begär det. Dessa bestämmelser är fastslagna i ett protokoll som är fogat till unionens grundfördrag.
Det är en utbredd missuppfattning att endast euroländerna ingår i EMU, vilket är en konsekvens av att eurosamarbetet och EMU ofta används felaktigt synonymt av till exempel massmedia. I fördragen görs ingen distinktion mellan ”ekonomiska och monetära unionen” och unionen i sin helhet. I vissa fall används ”ekonomisk och monetär politik” som en synonym till EMU.

## Folkligt stöd
Stödet för euron varierar stort inom Europeiska unionen. Enligt en Eurobarometer-undersökning i november 2024 var stödet överlag som störst inom euroområdet (81 procent för, 16 procent emot), medan det genomsnittliga stödet i unionen som helhet var lägre (74 procent för, 23 procent emot). Det folkliga stödet varierade dock kraftigt mellan medlemsstaterna. Stödet var högst i Luxemburg (90 procent för), Estland, Irland och Nederländerna (89 procent för) och lägst i Tjeckien (30 procent för), Danmark (32 procent för) och Sverige (40 procent för). Inom euroområdet var stödet lägst i Kroatien (69 procent för) och Österrike (73 procent för). Störst motstånd till euron fanns i Tjeckien (67 procent emot), Danmark (64 procent emot) och Sverige (55 procent emot).
|  | För |

|  | Vet ej eller inget svar |

|  | Emot |